# MOTO1
MOTO1（モトワン）とは、モーターサイクルによるモータースポーツで、舗装路と未舗装路を含むコース（舗装路のみもあり）で速さを競うスーパーモタードという競技の選手権名を、日本ではMOTO1と言い、大きく分けて3つの選手権に分かれる。
全日本のMOTO1オールスターズの他に、各地域で別れたMOTO1エリア選手権(東北エリア、関東エリア、中部エリア、近畿エリア、九州エリア)があり、さらに初心者向けのレースのチャレンジクラスがある。

## 車両別クラスの紹介（2009年度版）
| moto1      | 450cc（MOTO1オールスターズのみ開催される参加者限定の言わばプロクラス）前年のmoto1ランキング10位以内は自動的にこの新しく制定されたmoto1クラスに自動昇格。それ以外のランキングでそれぞれ指定された順位のライダーに昇格の権利が与えられた＜moto1,11〜16位,moto2,1~5位,moto1アンリミテッド1位＞） |
| moto1 OPEN | 450cc以上（2ストレーサーの場合は250cc以上。エリア（地方）戦から上がって来たライダーとmoto1クラスでランキング17位以下、もしくは昇格の権利があったが辞退したライダーなどが混在するクラス） |
| moto2      | 250cc以下（市販車の場合は400cc以下、2ストレーサーの場合は125cc以下） |
| moto3      | 市販車250cc以下、4ストレーサー150cc以下、2スト85cc以下 |

大会名の時はMOTO1と大文字で表すが、各クラスの名称を表す時はmoto1、moto2と小文字で描くのが一般的。